# Сахни, Варун
Варун Сахни (англ. Varun Sahni; род. 29 марта 1956, Индия) — индийский астрофизик и космолог, профессор Межуниверситетского Центра космологии и Астрофизике в городе Пуна

## Биография
Варун Сахни происходит из высококультурной индийской среды, в которой были преподаватели и музыканты. Его отец — писатель Бгишам Сахни, а дядя — актёр Балрадж Сахни.
Варун Сахни окончил физический факультет Московского Государственного Университета имени Ломоносова в 1978 году по кафедре квантовой теории. После окончания определился в аспирантуру к старшему научному сотруднику Института теоретической физики им. Ландау Алексею Александровичу Старобинскому. Опубликовал первую научную работу в 1980 будучи аспирантом, впоследствии сотрудничал с другими сотрудниками по группе, в частности с Л. А. Кофманом, одновременно пользуясь вниманием и опекой академика Зельдовича. В 1983-м Старобинский представил совместный доклад на Международной 10-й Гравитационной конференции (в горде Падова, Италия), в котором Сахни и Кофман были соавторами работы.
После успешной защиты диссертации Сахни вернулся в Индию, где стал работать в Межуниверистетском центре Космологии и Астрофизики в Пуне, пройдя все ступеньки карьерного роста вплоть до профессора.
В 1997 году в Индии проходила очередная международная конференция по общей теории относительности и гравитации, в которой Сахни принял участие, в том числе также как член местного оргкомитета.

## Вклад в науку
Вопреки тому, что Сахни считает своими путеводным звёздами в науке академиков Зельдовича и Старобинского, индийскому учёному свойственны широта научных связей, которая подразумевает соавторство с ведущими физиками других стран, таких как Поль Дэвис, П. Коулз, Адриан Меллот, Сергей Шандарин, Йенс Шмальзинг , Хабиб Салман, и др., многие индийские физики, такие как Соурадип Тарун, Марши Дипак, Б. Сатьяпракаш, Сомак Рэйчаудхури, Тарун Дип Сайни а также большой спектр журналов, обычно очень высокого международного уровня, таких как Physical Review, Monthly notices of the Royal Society, Astrophysical Journal, Soviet Physics JETP Letters, и другие.
Также Сахни начав с традиционных для космологии топиков 80-х годов, передвинул область своих научных интересов на проблемы темной энергии и материи, которыми интересуется и по настоящее время.